# オックスフォード現代英英辞典

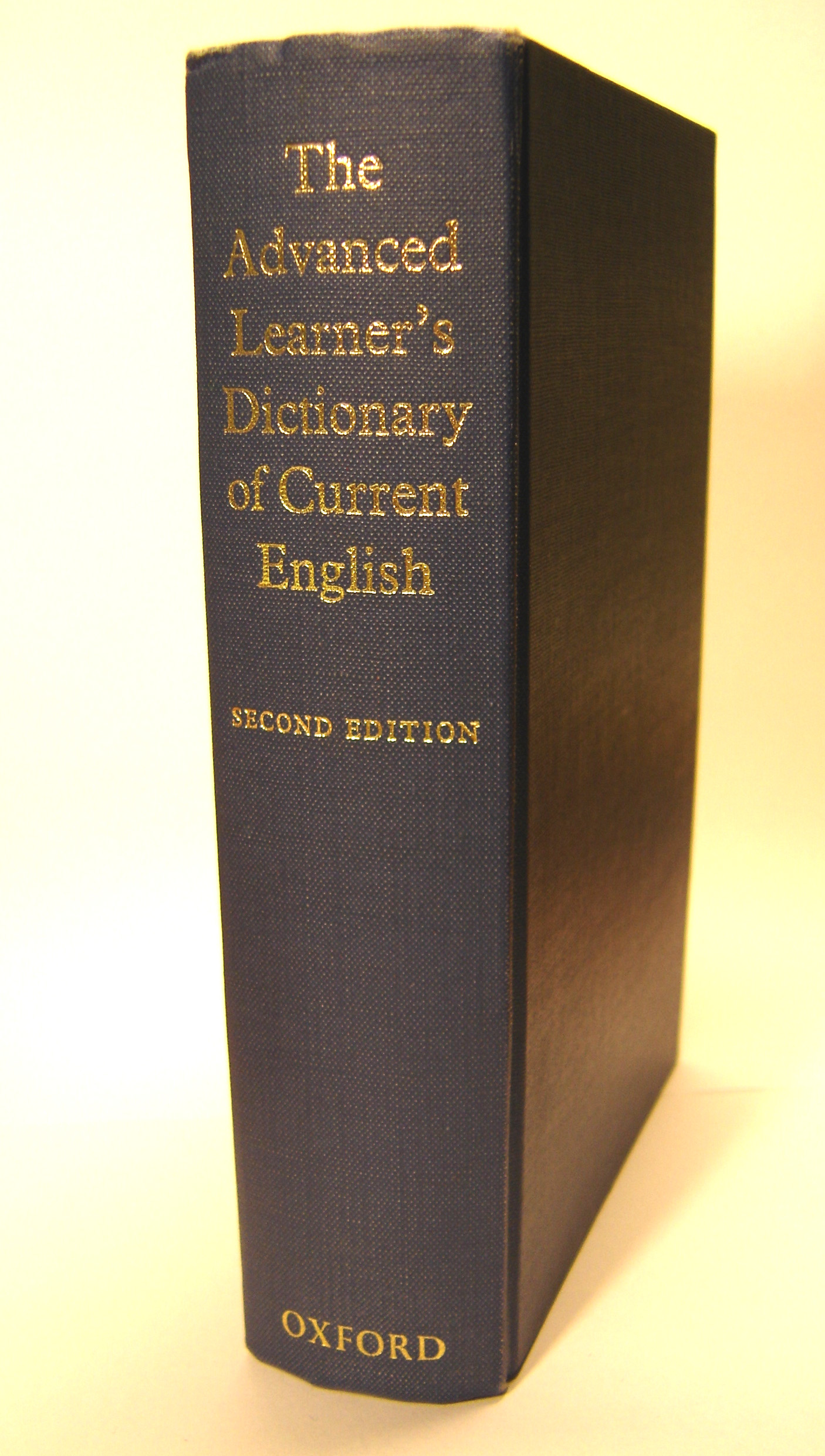
第2版

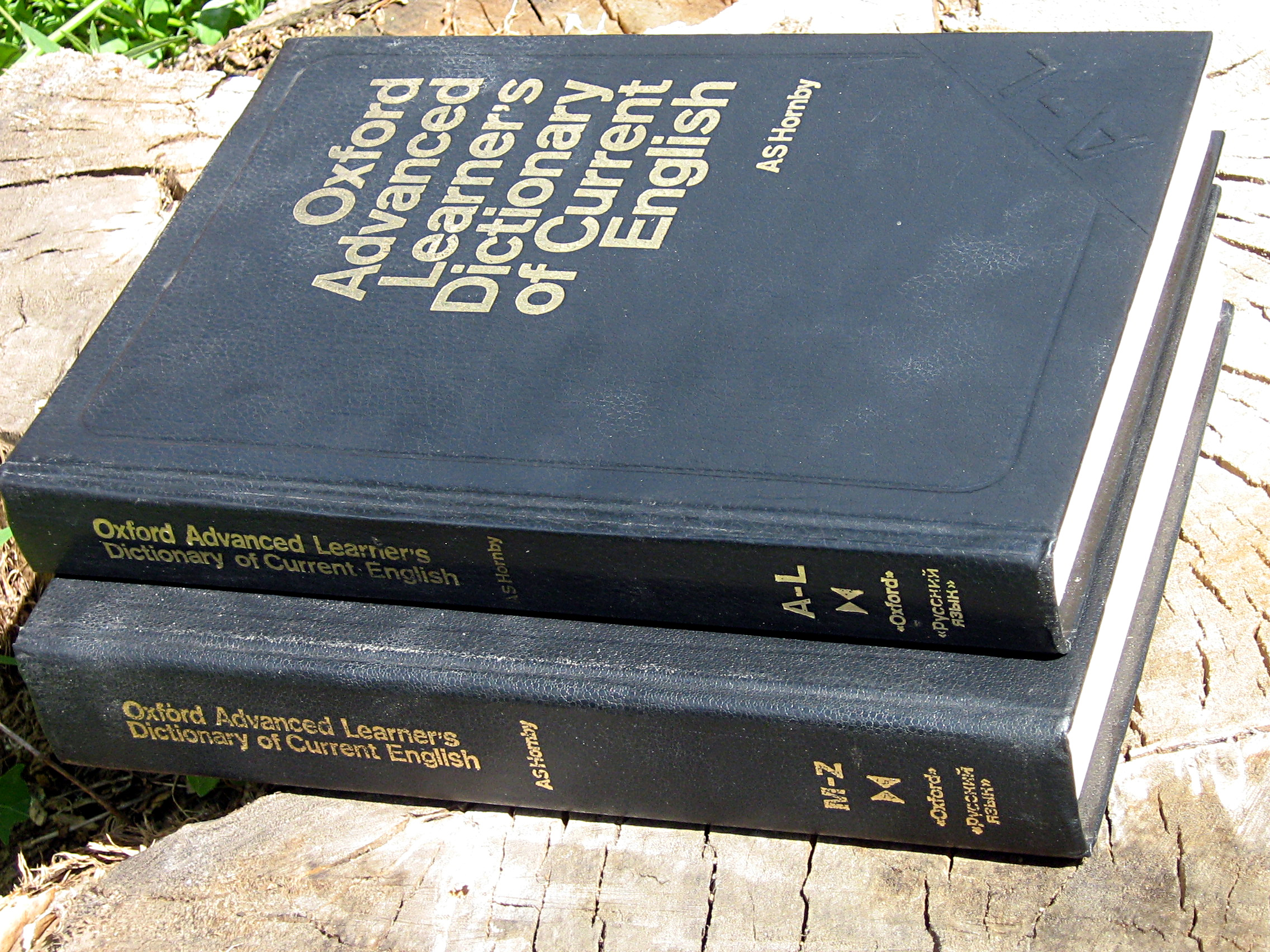
第3版（1982年版）

『オックスフォード現代英英辞典』（オックスフォードげんだいえいえいじてん、英: Oxford Advanced Learner's Dictionary、略称：OALD）は、学習者向け英英辞典である。イギリス人の英語学者A・S・ホーンビーらが英語を母語としない外国人学習者のために編集し日本で出版した辞書がもとになって編纂・発行されており、「ホーンビーの辞書」として親しまれている。現在の発行元はオックスフォード大学出版局であるが、日本国内では旺文社が版権を所有しており、日本市場向けの装丁で発売している。

## 特徴
この辞書の特徴は、名詞の可算・不可算を示す[C,U]表示や動詞の活用形を具体的に書き表すことにより、英語の母語話者以外の学習者にも分かりやすい配慮をした点にある。これらの特徴は、その後に登場した多くの英和辞典および学習用英英辞典に強い影響を与えた。

## 歴史
日本の高等教育機関で英語学を教えていたアルバート・シドニー・ホーンビーが自身の英語教師としての経験をもとにして他の2名と共同で編集した、最初の本格的な学習者向け英英辞典 Idiomatic and Syntactic English Dictionary (略称：ISED) を、1942年（昭和17年）に日本の開拓社から世に送り出したのが始まりである。戦時中の非常に危険な旅を経て、当時日本の敵国であった英国にホーンビーが持ち帰った同辞典の原稿は、権威あるオックスフォード英語辞典と完璧な対を成す辞典になるであろうと踏んだオックスフォード大学出版局が版権を獲得し、1948年に A Learner's Dictionary of Current English として英国で初版が刊行された。その後、この辞典は Oxford Advanced Learner's Dictionary of Current English に改題され、第4版からは表題が Oxford Advanced Learner's Dictionary になった。

### 初版の発行に至るまで
1923年（大正12年）に英国から招聘され、大正末期から昭和初期にかけて日本の英語教育に携わり、大分で英語を教えていたホーンビーは、自身の英語教師としての授業経験から、語学を教える際に確実な原則の必要性を感じていた。当時東京にあった英語教授研究所の所長ハロルド・E・パーマーは、1931年（昭和6年）にホーンビーを東京に招き、同研究所で語彙発達に関する研究に従事させた。この成果により、1942年（昭和17年）4月に開拓社から Idiomatic and Syntactic Dictionary （いわば慣用語句法・文章構成法的な英英辞典）が出版された。出版の前年、ホーンビーは何とかしてこの新刊の未製本の予定原稿をブリティッシュ・カウンシルのB・アイファー・エヴァンズに送り、戦争中にも屈することなく勇気ある手柄を立てた。アイファー・エヴァンズはホーンビーに仕事を与え、1942年にホーンビーは英国に帰国してカウンシルに加わり、イランに配属された。
辞書の予定稿はハンフリー・S・ミルフォード（当時オックスフォード大学専属の出版者で、実質的にオックスフォード大学出版局の業務執行取締役であった人物）のもとに届けられた。その辞書は、非英語話者のために編集され、実際に海外で英語を教えたホーンビーの確固たる経験に基づいていたため、ミルフォードは即座に、この辞書には大学出版局の書籍目録のやっかいな隙間を埋められる可能性があることを見抜いた。たとえば、綴り字、文法、音声学、用法については、生まれながらにして英語を話す人向けの辞書よりもはるかに広範囲にわたって説明してあった。販売促進のために辞書に大学出版局の証印が押されたことで、より威厳のあるオックスフォード英語辞典 (OED) に脅されるか当惑するかもしれない読者層に対して「オックスフォード辞典」ブランドを取ることができた。
しかし、第二次世界大戦の指令経済体制が敷かれた英国のすべての出版社では当時、経営上の問題が生じていた。あらゆる物が供給不足で、ミルフォードはどうにか紙と布を入手しようとしてブリティッシュ・カウンシルに助けを求めた。ミルフォードは大学出版局の海外事業を手掛けていたE・C・パーンウェルにその件を付託した。1904年以後ずっとそうであったように、相当な援助なしに出版局を経営することは、そのころのミルフォードにとってあまりに具合の悪いことであった。
ホーンビーは日本と中国を除く全世界におけるこの辞典に対する権利を携えてやってきた。当時出版局の事務局長であったケネス・シサムは、この辞典に関して事務局に好意的な報告をした。ミルフォードもその当時交戦状態にあった日本との関係を巧妙に利用して、ブリティッシュ・カウンシルに対し、助成金の交付を迫った。
1,500ページ以上を数え、同版の発行部数が10,000部に及ぶこの辞典の製作には、約10トンの紙が必要とされた。ミルフォードは「イギリスの文化および海外との貿易と直接の利害関係にあるところ、とりわけ非ポンド圏において」この紙を入手するために特別公表を申請した。ミルフォードは初版を刷り始めるために十分な紙の在庫を保有していたが、これは全て「必要不可欠な再刷」用に充てられた用紙で、万一乱丁・落丁本があった場合に新品と取り替えられることを保証するための措置であった。ミルフォードの姪、エレノア・M・ブッカーが当時インド省に勤務していたため、彼は姪を通じて紙の供給を働きかけた。
最終的に1943年から1948年にかけて初版が出来上がり、出版されると、たちまち成功を収めた。今日では、世界中の英語を学ぶ人々の間で最もよく使われる英英辞典のひとつになった。

## 版歴
オックスフォード現代英英辞典は1948年に初版が発行された。最新版は第10版である。

### 初版から第3版まで
Oxford Advanced Learner's Dictionary of Current English:
- 1948年 - 初版発行（計12刷）
- 1963年 - 第2版発行（計19刷）
- 1974年 - 第3版発行（計28刷）
  - ISBN 0-19431101-5/ISBN 978-0-19431101-4

### 第4版以降
第4版からは Oxford Advanced Learner's Dictionary の表題で発行されている。ただし、第6版までは旧表題も外国語版で引用されていた。
- 1989年 - 第4版発行（計50刷）
  - ISBN 0-19431110-4/ISBN 978-0-19431110-6

- 1995年 - 第5版発行（計65刷）
  - CD-ROM版（1997年5月1日発行、ISBN 0-19-431469-3/ISBN 978-0-194-31469-5）：63,000の引用、90,000の用例、65,000の語義、11,600のイディオムと句動詞、1,700のイラスト付き単語、2,000の新語と語義。
  - 初版からこの版まで開拓社が日本国内で版権を所有。

- 2000年 - 第6版発行（計117刷）
  - ペーパーバック (ISBN 0-19-431424-3)、ハードバック (ISBN 0-19-431510-X)、国際学生版/ペーパーバック (ISBN 0-19-431550-9)
  - CD-ROM付ペーパーバック（2002年3月21日発行。ISBN 0-19-431585-1/ISBN 978-0-194-31585-2）
  - 商務印書館版『牛津高阶英语词典 第六版・英语版 』 (ISBN 7-100-03919-3) ：原版の内容に加えて4,500の新語と語義を含む。語の定義に用いる語彙数を3,500語から3,000語に絞る。
  - この版のみ増進会出版社が日本国内で版権を所有。

- 2005年 - 第7版発行：収録語数18万3500語、85,000の用例、2,000語の新語と語義、5,000の百科事典的語彙、Oxford 3000（よく使用される単語3000語のリスト）、7,000語の類義語および対義語、2,000点のイラスト、32頁のカラーイラスト、96頁の特集トピックス。
  - CD-ROM付ペーパーバック（2005年2月24日発行。ISBN 0-19-431649-1/ISBN 978-0-194-31649-1）
  - 商務印書館版『牛津高阶英语词典 第7版』 (ISBN 978-7-100-05498-0) ：1改訂版と1刷
    - 初刷（2007年8月発行）
    - 改訂版初刷（2013年3月発行）
    - この版から旺文社が日本国内で版権を所有。

- 2010年 - 第8版発行：5年間かけて製作され、編集には30,000時間以上が費やされた[7]。
  - ISBN 0-19-479904-2/ISBN 978-0-194-79904-1（Oxford iWriter付）
  - 英国 Mac OS X版（Oxford University Press ELTより発行）
  - 日本 Android版（『オックスフォード現代英英辞典 公式アプリ 日本版』BIGLOBE社より発行）
  - 日本 iOS版（『オックスフォード現代英英辞典 公式アプリ 日本版』BIGLOBE社より発行）
  - 商務印書館版『牛津高阶英语词典 第8版』 (ISBN 978-7-100-08744-5) ：3改訂版と8刷
    - 初刷（2012年6月発行）
    - 改訂3版第8刷（2012年12月発行）

- 2015年 - 第9版発行：収録項目数18万5000および700余りの新語と語義。様々な特典コンテンツを収録したDVD-ROM付。
  - オックスフォード大学出版局版 (Oxford Advanced Learner's Dictionary NEW 9th Edition/Oxford Advanced Learner's Dictionary Ninth Edition)
    - ペーパーバック＋Oxford iSpeaker/Oxford iWriter DVD＋プレミアムオンラインアクセスコード (ISBN 978-0-19-479879-2)
    - ハードバック＋Oxford iSpeaker/Oxford iWriter DVD＋プレミアムオンラインアクセスコード (ISBN 978-0-19-479878-5)
    - 1年間のプレミアムオンライン購読 (ISBN 978-0-19-479888-4)
    - iOS版 (ISBN 978-0-19-479889-1)
    - CD-ROM版 (ISBN 0-19-479900-X)
    - Android版 (オックスフォード大学出版局ELT部門より発行)
    - Androidコード版（オックスフォード大学出版局ELT部門より発行。教育機関の利用者向け）
    - iOS版（オックスフォード大学出版局ELT部門より発行。パラゴンソフトウェアと開発[8]）

  - Oxford Fajar Sdn. Bhd.版 (Oxford Advanced Learner's Dictionary NEW 9th Edition/Oxford Advanced Learner's Dictionary Ninth Edition ISBN 978-0-19-479880-8)
  - 旺文社版（『Oxford Advanced Learner's Dictionary New 9th Edition/オックスフォード現代英英辞典 第9版』2015年9月25日発行。DVD-ROM付。ISBN 978-4-010-75299-9）：収録項目数18,5000（旧版より700項目増加）
  - 商務印書館版（『牛津高阶英语词典 第9版』ISBN 978-7-100-12356-3）：4改訂版と8刷
    - 改訂4版第8刷（2016年9月発行）

  - 外国語研修社版（『Oxford Advanced Learner's Dictionary New 9th Edition/옥스포드 영영사전 9th Edition』ISBN 978-0-19-479879-2 DVD-ROM付）

- 2020年 - 第10版発行：228,000以上の見出し語・派生語・成句などを収録している[9]。